# Johann Peter Wagner
Pour les articles homonymes, voir Johann Wagner et Wagner.

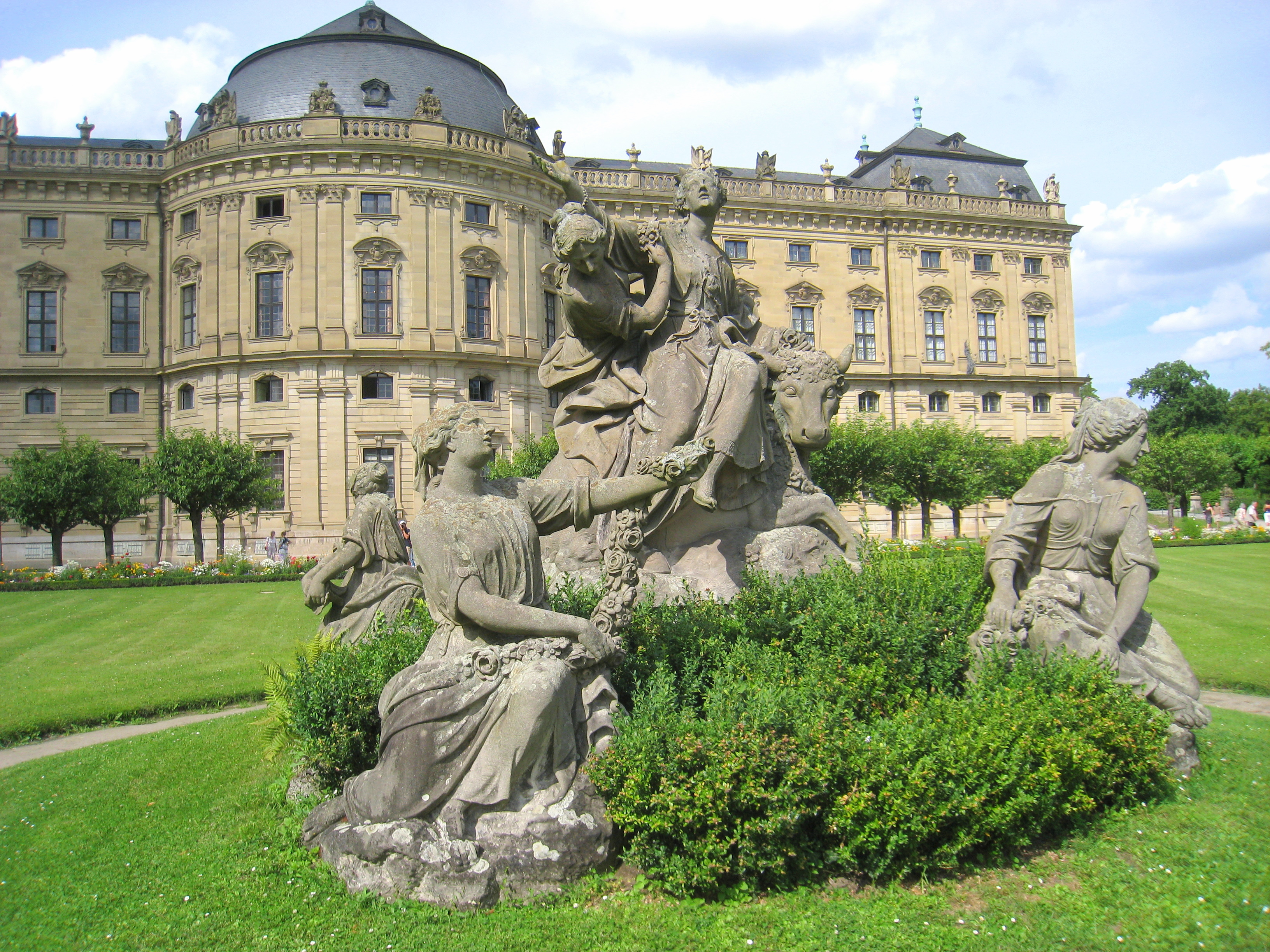
Enlèvement d'Europe, jardin de la Résidence de Wurtzbourg.

Johann Peter Alexander Wagner (né le 26 février 1730 à Theres, mort le 7 janvier 1809 à Wurtzbourg) est un sculpteur allemand du rococo et du néoclassicisme.

## Biographie
Il est le quatrième enfant, le premier fils, du sculpteur Johann Thomas Wagner (de) qui lui apprend son métier.
À 17 ans, il quitte le foyer familial après une dispute et voyage. Il va à Vienne chez son oncle, Johann Wagner, et travaille dans des ateliers comme celui de ce parent ou de Balthasar Ferdinand Moll (de). Après avoir été à Salzbourg, Munich, en Suisse et aux Pays-Bas, il arrive à Mannheim dans les ateliers de Paul Egell (de) ou d'Augustin Egell (de).
Après la mort de sa mère en 1753, il revient en Franconie puis à Wurtzbourg en 1756 à l'appel du prince-évêque Adam Friedrich von Seinsheim. Il devient compagnon de Johann Wolfgang von der Auwera, mais celui-ci meurt la même année. Wagner reprend l'atelier trois ans plus tard (avec Lukas van der Auwera jusqu'à sa mort en 1766) et se marie avec sa veuve, Maria Cordula Curé, fille du sculpteur Claude Curé. Après la mort de sa première femme, il se remarie avec Margaretha Rössinger, les témoins sont le commissaire Johann Adam Schirmer et l'architecte Johann Philipp Geigel (de). Son fils Martin, après avoir voulu apprendre la sculpture, se consacrera à la peinture.
Malgré sa renommée, Adam Friedrich von Seinsheim ne le nomme sculpteur de la cour qu'en 1771. Wagner acquiert grâce à son grand nombre de commandes une fortune considérable. En plus des sculptures, il construit des chaires et des autels.
Lors de la sécularisation et du recès d'Empire en 1803, de nombreuses œuvres dans les églises et les monastères disparaissent et sont dispersées dans le district de Basse-Franconie. Beaucoup d'entre elles sont aujourd'hui au Mainfränkisches Museum (de) et au Martin-von-Wagner-Museum, consacré à son fils.

## Œuvres
- 1760: autel de l'église des Augustins de Wurtzbourg
- 1760-1761 : Wagner continue le planétaire selon le système de Ptolémée de Johann Georg Neßtfell (de), commandé par von Seinsheim.
- 1764 : autel et les fonts baptismaux de l'église de Gerolzhofen.
- 1767-1775 : 60 personnages pour les stations du chemin de croix de la Käppele de Wurtzbourg, avec plusieurs compagnons.
- Dès 1770 : de sa main ou de son atelier, ornementation du la Résidence de Würzburg, puis, à la suite de Ferdinand Tietz, du château de Veitshöchheim.
- 1780 : tombe du prince-évêque Adam Friedrich von Seinsheim dans la cathédrale Saint-Kilian de Wurtzbourg.
- 1782 : maître-autel de la chapelle de Zellingen.
- 1787 : Sculptures sur la façade du pavillon d'anatomie du Juliusspital à Wurtzbourg.
- 1785-1791 : Sculptures pour l'abbaye d'Ebrach